# Estádio de Sclessin
Estádio de Sclessin (nome oficial: Stade Maurice Dufrasne) é um estádio de futebol localizado na cidade de Liège, Bélgica. É a casa do clube de futebol Standard de Liège.
Inaugurado em 1909, chegou a receber 43.000 torcedores em 1973, mas com as reformas para a Eurocopa de 2000, sediada na Bélgica e na Holanda, a capacidade foi reduzida para 30.000 espectadores.